# Coda (musica)

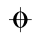
Il simbolo della coda

In musica la coda è una breve sezione musicale che serve da conclusione di un episodio (ad esempio un canone, un tempo di un'aria o un movimento di una sinfonia).
In genere la coda è usata come passaggio da un movimento musicale ad una parte finale di coda che ha lo scopo di prolungare il brano aggiungendo una parte conclusiva. Ad esempio se nella fuga è il breve passaggio dalla fine di un episodio all'ingresso della risposta, nelle variazioni è talvolta un episodio esteso indicato per terminare una serie di pezzi ciascuno autonomamente già concluso, mentre nel minuetto e nello scherzo viene aggiunta al tipico schema ciclico A-B-A, e infine nella sonata Beethoven considerava la coda come un momento elevato di tensione drammatica.
In notazione musicale il simbolo della coda è usato come riferimento per passare da un punto di un brano (indicato spesso come dal segno) alla parte finale (al coda).